# Loznóvskaia
Loznóvskaia (en rus: Лозновская) és un poble (una stanitsa) de l'óblast de Rostov, a Rússia, segons el cens rus del 2010 tenia 526 habitants. Pertany al districte de Tsimliansk.